# Kościół św. Jerzego w Oberzell
Kościół św. Jerzego w Oberzell – świątynia późnokarolińska z IX w. na wyspie Reichenau na Jeziorze Bodeńskim w Niemczech, wpisanej w 2000 na listę światowego dziedzictwa kultury UNESCO. Kościół należy do najstarszych miejsc kultu św. Jerzego w Europie. Znany z unikatowego cyklu fresków z czasów ottońskich (X-XI w.).

## Historia
Kościół św. Jerzego został zbudowany przez opata Hatto III (urzędującego w latach 888-913), arcybiskupa Moguncji w okresie 891-913, dla przechowywania relikwii św. Jerzego.
W pierwszych wiekach średniowiecza relikwie św. Jerzego trafiły do Włoch a później do Francji Merowingów. Opat Hatto III otrzymał je podczas wizyty w Rzymie od papieża Formozusa w 896 i przewiózł przez Alpy do wschodniej Frankonii, gdzie dokonano ich podziału. Klasztor w Reichenau otrzymał fragment głowy św. Jerzego, co przyczyniło się do rozwoju kultu świętego w średniowiecznej Szwabii.
Według przekazu benedyktyna Wandalberta z Prüm (813-848) kościół w Oberzell został poświęcony 18 listopada 896. Natomiast Gallus Öhem pisał, że kościół stał już za urzędowania opata Ruadhelma (838-842), a jego założycielem miał być opat Haito (806-823). Na podstawie badań historycznych budowę kościoła przypisuje się jednak Hattonowi III.

## Architektura i wystrój wnętrz

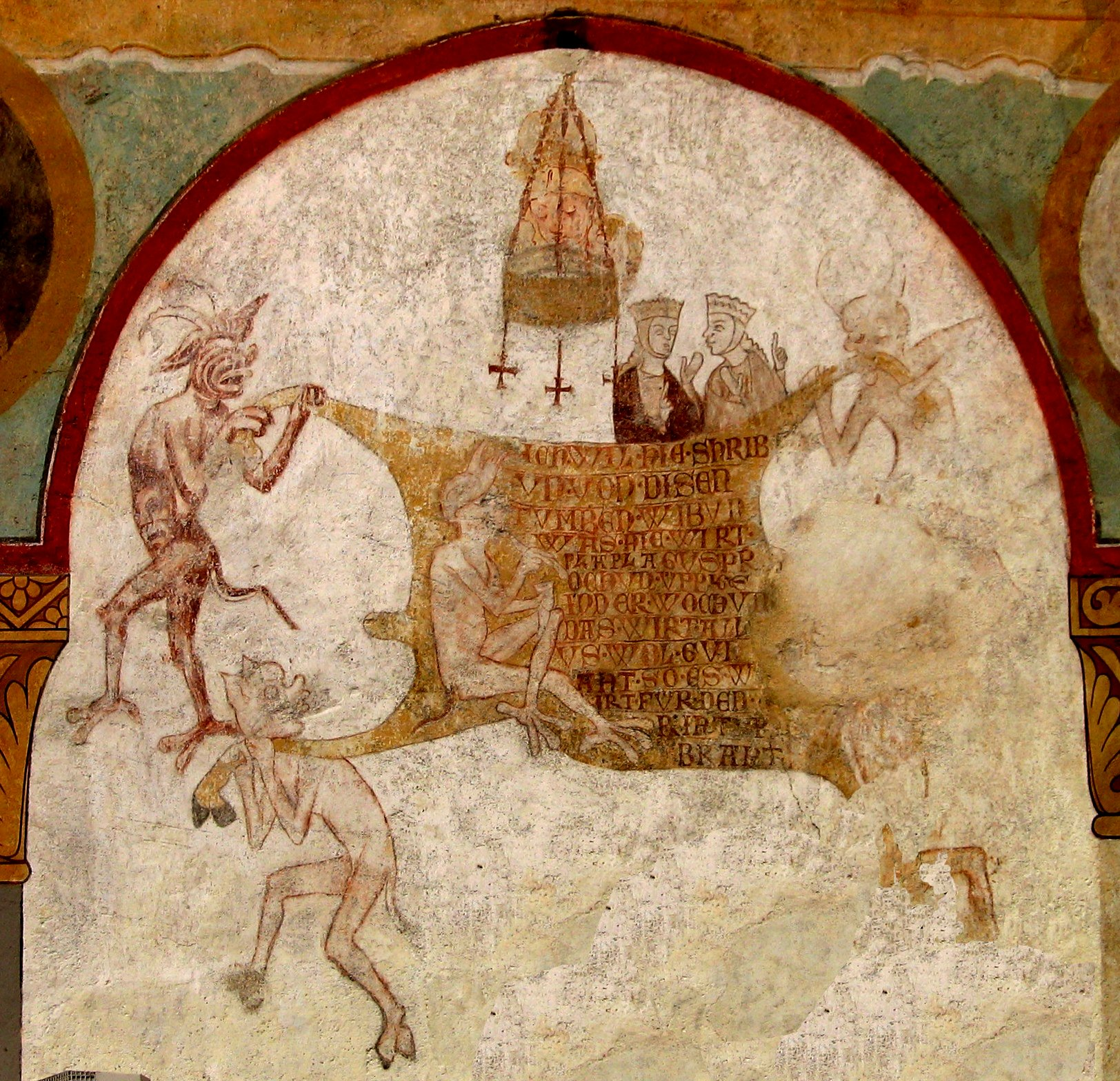
Krytyka plotkarstwa

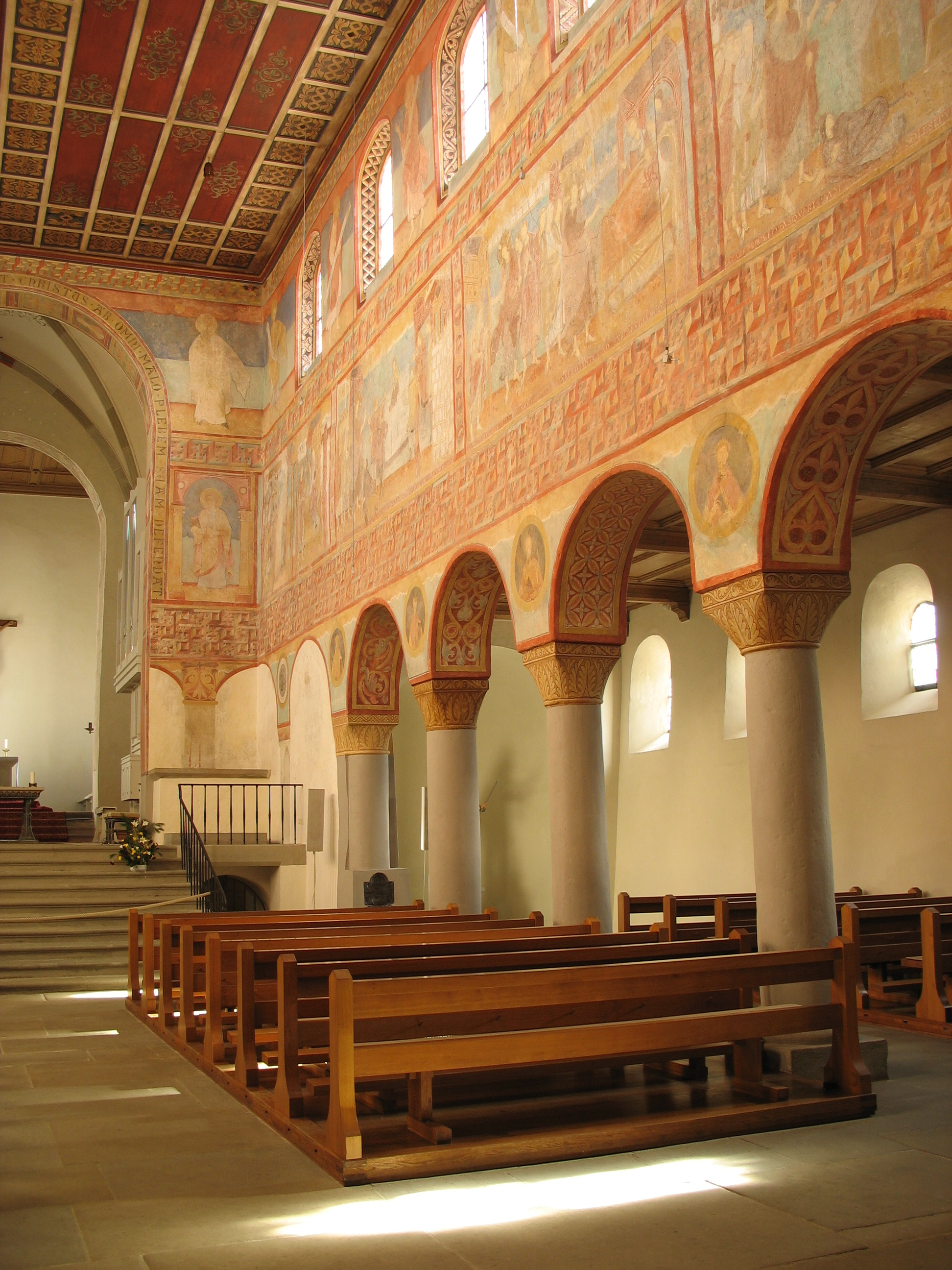
Freski po stronie południowej

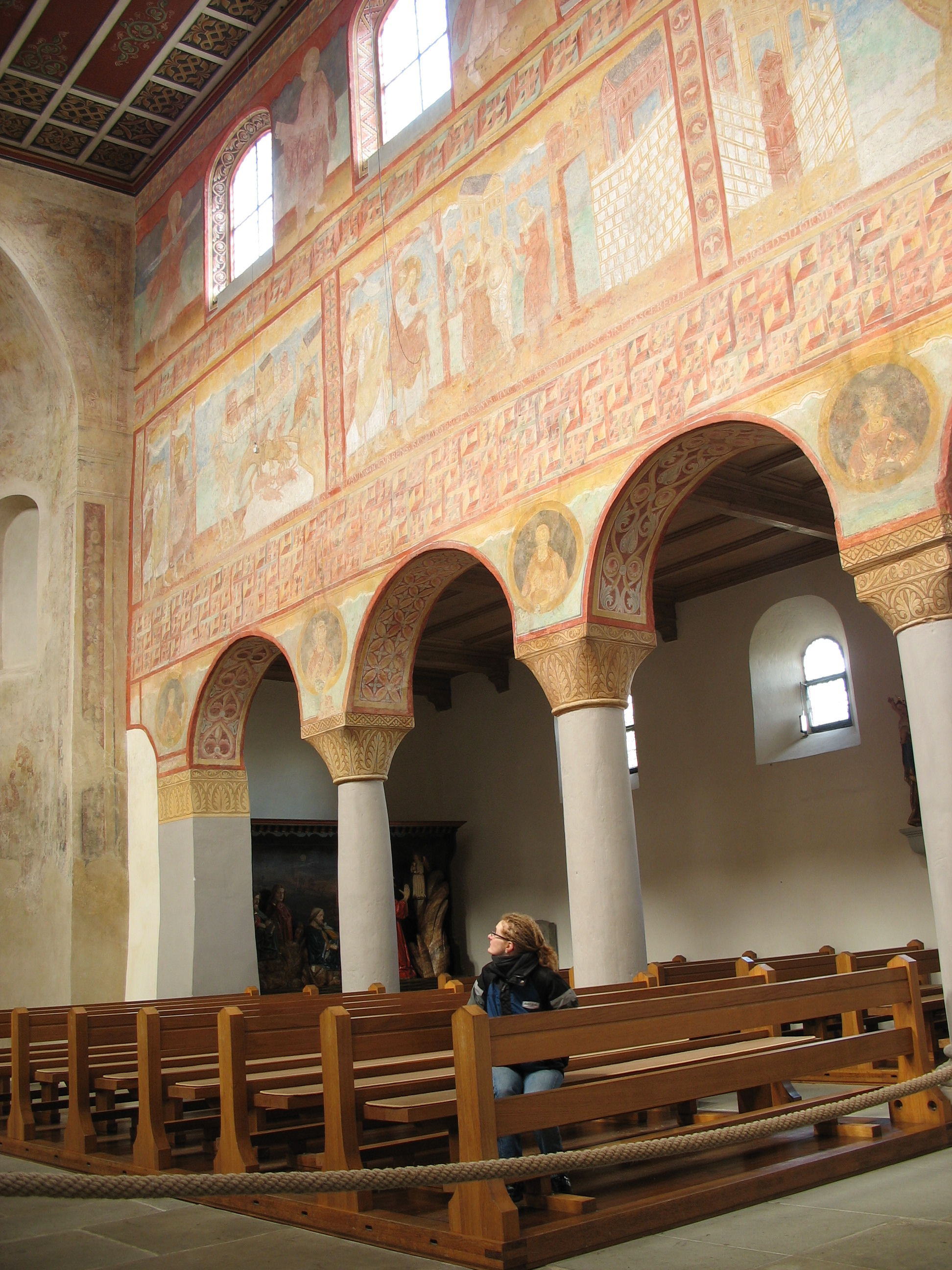
Freski po stronie północnej

Założony przez Hatto pre-romański kościół stoi na małym wzniesieniu na wschodnim krańcu wyspy. Trójnawowa bazylika posiada niskie nawy boczne, wieżę nad skrzyżowaniem nawy głównej z transeptem oraz chór wschodni wzniesiony na planie kwadratu. Krypta znajdująca się pod chórem wschodnim ma formę kwadratowej hali; gdzie cztery kolumny otaczają ołtarz. Przypuszcza się, że krypta mogła być miejscem przechowywania relikwii świętego, ponieważ została wybudowana jako pierwsze pomieszczenie kościoła.
Około 1000 do zachodniej strony nawy środkowej dobudowano półokrągłą apsydę, prawdopodobnie by wystawić tam na widok publiczny relikwie, dotąd przechowywane w krypcie. W tym czasie powstały  przypuszczalnie również freski na ścianach dwukondygnacyjnej empory północnej oraz empory południowej w nawie środkowej. Na początku XI w. wzniesiono niski, podłużny przedsionek oraz kaplicę św. Michała.

## Freski

### Cuda Jezusa
Malowidła ścienne w nawie środkowej kościoła św. Jerzego przetrwały w bardzo dobrym stanie. Najprawdopodobniej pochodzą z czasów opata Witigowo (984-990). Freski przedstawiają sceny z życia Chrystusa na podstawie przekazu ewangelii. Jezus sportretowany jest bez brody – przedstawienie typowe dla okresu wczesnego chrześcijaństwa. Ukazany jest jako uzdrowiciel, boski a jednocześnie blisko zwykłych ludzi.
Freski znajdujące się na ścianie północnej oraz południowej podejmują tematykę cudów (1-4 ściana północna od zachodu na wschód; 5-8 ściana południowa od wschodu na zachód – kolejność zgodna z ruchem wskazówek zegara):
1. Uzdrowienie opętanego z Gerasy
2. Uzdrowienie chorego na puchlinę wodną
3. Uspokojenie burzy na Jeziorze Genezaret
4. Przywrócenie wzroku niewidomemu
5. Uzdrowienie trędowatego
6. Wskrzeszenie syna wdowy z miasteczka Naim
7. Wskrzeszenie córki Jaira
8. Wskrzeszenie Łazarza z Betanii

Każde malowidło posiada łaciński titulus opisujący przedstawioną scenę. Każda scena ujęta jest w bogato ornamentowane ramy, dekorowane meandrami typowymi dla szkoły malarstwa z Reichenau. Na kondygnacji okiennej znajdują się stojące postaci 12 apostołów. Pomiędzy łukami arkad umieszczono tonda z popiersiami opatów.
Nad łukiem prezbiterium widnieje łacińska inskrypcja:

CHRISTUS VINCIT CHRISTUS REGNAT CHRISTUS IMPERAT CHRISTUS AB OMNI MALO PLEBEM SUAM DEFENDAT

co w wolnym tłumaczeniu na polski brzmi:

Chrystus zwycięża, Chrystus króluje, Chrystus nakazuje, Chrystus chroni swój lud przed wszelkim złem.

Malowidła z Oberzell doczekały się kopii, które wykonano dla zbudowanego w 1886 neoromańskiego kościoła św. Jerzego w Rittersbach, w gminie Elztal w Odenwaldzie.
Freski podejmujące tematykę cudów dokonanych przez Jezusa znajdują się również w Sylvesterkappelle koło Überlingen. Nie zachowały się one jednak w tak dobrym stanie jak malowidła z Oberzell.

### Karykatura
Na północnej ścianie nawy środkowej, obok schodów wiodących do ołtarza, zachowała się bardzo rzadka XIV w. karykatura krytykująca plotkarstwo:

Ich wil hie schribvn

von diesen tvmben wibvn

was hie wirt plapla gvsprochvn

vppigs in der wochvn

was wirt allvs wol gvdaht

so es wirt für den richtvr braht.

co w wolnym tłumaczeniu na polski brzmi:

Chcę tu pisać o prostych babach

co tu jest za paplanie przez cały tydzień

będzie jednak przypomniane

gdy przyjdzie stanąć przed sędzią.

Wiersz ten umieszczono w środkowej części fresku- na skórze wołu obracanej przez cztery diabły. Takie malowidło, tuż obok ołtarza, miało ostrzegać księży prawiących kazania przed popadaniem w “babskie gadanie”.

## Dzwony
Reichenau znane jest jako jeden z pierwszych ośrodków ludwisarskich w Niemczech. Kościół św. Jerzego w Oberzell posiada bardzo wartościowe dzwony, z których trzy najmniejsze pochodzą prawdopodobnie z jednego odlewu.
| Nr. | Nazwa                 | Data powstania | Ludwisarz         | Masa w kg | Średnica w m | Ton   |
| --- | --------------------- | -------------- | ----------------- | --------- | ------------ | ----- |
| 1   | Dzwon św. Jerzego     | 1436           | Ulrich Snabelburg | 1 225     | 1,25         | fis'  |
| 2   | Dzwon Chrystusa Króla | XIII w.        | NN                | 380       | 0,85         | c”    |
| 3   | Dzwon Pokoju          | XIII w.        | NN                | 247       | 0,77         | d”    |
| 4   | Dzwon Ewangelistów    | XIII w.        | NN                | 85        | 0,50         | cis”' |